# محمد ابو لوم (حكم كرة قدم)
محمد موسى أبو لوم (من مواليد 28 أكتوبر 1973) هو حكم كرة قدم أردني كان حكم دولي للاتحاد الدولي لكرة القدم .
أصبح أبو لوم حكم للفيفا عام 2005. عمل كحكم في المسابقات بما في ذلك تصفيات كأس العالم 2014،  من مباراة الجولة الافتتاحية بين بنجلاديش وباكستان . 